# هوخه‌فین
شهر هوخه‌فین (به هلندی: Hoogeveen) در درنته در کشور هلند واقع شده‌است. جمعیت این شهر ۵۴٫۴۷۴ نفر  است.